# Gymnoscelis obsolescens
Gymnoscelis obsolescens är en fjärilsart som beskrevs av Richardson 1952. Gymnoscelis obsolescens ingår i släktet Gymnoscelis och familjen mätare. Inga underarter finns listade i Catalogue of Life.